# Vino u Kini
Vino (kineski: 葡萄酒 pútáojiǔ doslovno „alkohol od grožđa”) ima dugu istoriju u Kini. Iako je dugo bilo u senci huangđua (što se ponekad prevodi kao „žuto vino“) i mnogo jačeg destilovanog alkohola bajđua, potrošnja vina je dramatično porasla od ekonomskih reformi 1980-ih. Kina je sada među deset najvećih svetskih tržišta vina. Posebno su jake veze sa francuskim proizvođačima, a vina Ningsja su dobila međunarodno priznanje.

## Istorija
Upotreba divljeg grožđa u proizvodnji alkoholnih pića je potvrđena na arheološkom lokalitetu Đahu (oko 7000. godine pre nove ere). Visokokvalitetno vino pod nazivom ćung đang ju je (kin: 瓊漿玉液) pominje se u Kompletnim Tang pesmama (Ćuan Tangši), zbirci iz 18. veka od oko 50.000 pesama sakupljenih tokom vladavine cara Kangsija. Fraza, koja se doslovno prevodi kao „vino nalik žadu“, ali ima idiomatsko značenje poput „divnog vina“.

## Literatura
- Black, Jeremy (2006), „China – Ancient China”,  Ур.: Robinson, Jancis, The Oxford Companion to Wine (Third изд.), Oxford: Oxford University Press, стр. 167–68, ISBN 978-0-19-860990-2.
- Godley, Michael R. (1986), „Bacchus in the East: The Chinese Grape Wine Industry, 1892–1938”, Business History Review, 60 (3): 383—409, JSTOR 3115883, S2CID 155074079, doi:10.2307/3115883.  – преко JSTOR (потребна претплата)
- Huang, H. T. (2000), Science & Civilisation in China, Volume VI: Biology and Biological Technology, Part 5: Fermentations and Food Science, Cambridge: Cambridge University Press, ISBN 0-521-65270-7.
- Sampson, Theos. (1869), „The Song of the Grape”, Notes and Queries on China and Japan, 3: 52.
- Shafer, Edward H. (1963), The Golden Peaches of Samarkand: A Study of T'ang Exotics, Berkeley and Los Angeles: University of California Press, ISBN 0-520-05462-8.
- Sima, Qian (1993) [100 BC]. Records of the Grand Historian, Han Dynasty II. Translated by Burton Watson (revised изд.). New York: Columbia University Press. ISBN 978-0-231-08167-2.  (paperback).
- Wang, Janet (2019-01-24). The Chinese Wine Renaissance (First изд.). Ebury. стр. 5–249. ISBN 9781529103601.
- Insel, Barbara (јануар 2014). „The Evolving Global Wine Market”. Business Economics. 49 (1): 46—58. S2CID 153516479. doi:10.1057/be.2014.3.
- Taber, George M. (2011). A toast to bargain wines: How innovators, iconoclasts, and winemaking revolutionaries are changing the way the world drinks. New York: Scribner. ISBN 978-1-4516-4436-4.  978-1-4391-9518-5 (paperback).

## Spoljašnje veze
- Chinese Wine Consumption Has Fallen Dramatically Over the Last Decade